# 이병태 (정읍시의원)
이병태(李炳泰, 1962년 8월 10일 ~ )는 대한민국의 전직 전라북도 3선 정읍시의회 제4·5·6대 정읍시의원 출신이었으며, 전직 통합진보당 당무위원 등을 지냈다.

## 학력
- 북면국민학교 졸업
- 정읍중학교 졸업
- 완산고등학교 졸업
- 정읍공업전문대학 세무경영정보학과 전문학사

## 경력
- 2002.07 ~ 2006.06 제4대 전라북도 정읍시의회 의원
- 2002.07 ~ 2004.07 제4대 전라북도 정읍시의회 전반기 경제건설위원회 부위원장
- 2002.07 ~ 2004.07 제4대 전라북도 정읍시의회 전반기 의회운영위원회 위원
- 2002.11 ~ 2008.11 민주노동당 당무위원 겸 同黨 전북도당 정읍시 위원회 위원장
- 2004.07 ~ 2006.06 제4대 전라북도 정읍시의회 후반기 경제건설위원회 위원
- 2004.07 ~ 2006.06 제4대 전라북도 정읍시의회 후반기 의회운영위원회 부위원장
- 2006.07 ~ 2010.06 제5대 전라북도 정읍시의회 의원
- 2006.07 ~ 2008.07 제5대 전라북도 정읍시의회 전반기 자치행정위원회 위원장
- 2008.07 ~ 2010.06 제5대 전라북도 정읍시의회 후반기 경제건설위원회 위원
- 2008.07 ~ 2010.06 제5대 전라북도 정읍시의회 후반기 부의장
- 2010.07 ~ 2014.06 제6대 전라북도 정읍시의회 의원
- 2010.07 ~ 2012.07 제6대 전라북도 정읍시의회 전반기 경제건설위원회 위원

## 역대 선거 결과
|  | 54.08% |

|  | 17.50% |

|  | 15.69% |